# Убийство Павла Адамовича
Убийство Па́вла Адамо́вича — убийство президента города (мэра) Гданьска Павла Адамовича. Произошло 13 января 2019 года на площади Тарг-Венгловы в Гданьске, во время 27-го финала Большого оркестра праздничной помощи.
Павел Адамович получил несколько ударов ножом. После экстренных мероприятий по реанимации его в очень тяжёлом состоянии доставили в университетский клинический центр, где он перенёс операцию, продлившуюся несколько часов. Однако, несмотря на все усилия врачей, в результате полученных ранений Адамович скончался на следующий день, около 14 часов по местному времени.
Нападение на мэра широко комментировалось и освещалось в местных, национальных и зарубежных СМИ. Многие из комментаторов сравнивали его по значимости с убийством Габриэля Нарутовича в 1922 году.

## Обстоятельства покушения
В воскресенье, 13 января 2019 года, в Польше состоялся финал 27-го выпуска Большого оркестра праздничной помощи. По этому случаю в Гданьске, на площади Тарг-Венглёвы (букв. «угольный торг»), состоялся благотворительный концерт, организованный Региональным волонтёрским центром под названием «Гданьск для оркестра». Во время мероприятия на сцене находился президент города (мэр) Павел Адамович, который вместе с артистами отвечал за фонд.
В 20:00 состоялся запуск заключительного фейерверка под названием «Свет в небеса», во время пуска которого Стефан Вильмонт, находившийся до этого у входа на сцену, выбежал на сцену и, приблизившись к Адамовичу, трижды ударил его 15-сантиметровым ножом в живот, лёгкое и область сердца. Адамович, очевидно находясь в шоковом состоянии около 15 секунд, слегка пошатываясь ходил вслед за поднявшим руки с ножом вверх убийцей, по сцене, с зажжённым бенгальским огнем, поэтому очевидцы воспринимали происходящее как часть шоу. После этого, отойдя вглубь сцены, мэр Гданьска потерял сознание. Затем злоумышленник, угрожая ножом, забрал у ведущего мероприятия микрофон и публично заявил:
Здравствуйте! Здравствуйте! Меня зовут Стефан Вильмонт Я безвинно находился в тюрьме! Я безвинно находился в тюрьме! Гражданская платформа пытала меня! За это собственно и погиб Адамович!
 После этой речи он был сбит с ног схватившим его за капюшон куртки техническим работником, а затем передан подоспевшим охранникам. По сообщениям польских СМИ, злоумышленник оказался в окружении мэра, так как у него был бейдж журналиста, несмотря на то что он не получал фактической аккредитации.

## Преступник
Стефану Вильмонту (род. 26 декабря 1992 года) на момент происшествия было 26 лет, и он проживал в гданьском районе Олива. Стефан родился в многодетной семье, с подросткового возраста имел проблемы с законом, совершая кражи и употребляя наркотики. Кроме того, в школе имел проблемы с успеваемостью и контролем агрессии, за что в возрасте 14 лет был на два месяца направлен для лечения в психиатрическую больницу. После лечения его психическое состояние на некоторое время стабилизировалось.
С 8 мая по 12 июня 2013 года Стефан Вильмонт совершил в Гданьске три вооружённых нападения с целью ограбления на отделения кредитных кооперативов и одно (вместе с сообщником) на отделение частного банка. Угрожая работникам газовым пистолетом, он похитил в общей сложности 15 920 злотых, из которых только 2550 были обнаружены после его задержания, которое произошло в ходе последнего ограбления. Остальное, по его собственным словам, преступник потратил «на рестораны, казино и такси», а также, как было установлено следствием, на поездку в Варшаву и туристическую поездку на Канарские острова.
29 мая 2014 года Гданьским воеводским судом преступник был приговорён к 5 годам и 6 месяцам лишения свободы, а также выплате штрафа в размере 4 тыс. злотых, его сообщник получил 1 год и 10 месяцев лишения свободы. Стефан освободился из заключения 8 декабря 2018 года, отбыв свой срок полностью. Во время пребывания в тюрьме преступник трижды подавал прошения об условно-досрочном освобождении, однако каждый раз ему отказывали, прошений о помиловании он не подавал. Также во время пребывания в тюрьме у Стефана была диагностирована параноидальная шизофрения; он прошёл курс терапии, и его состояние улучшилось. Однако в заключении тюремного психиатра незадолго до истечения срока заключения психическое состояние преступника было квалифицированно как «нестабильное» и ему было рекомендовано после освобождения продолжить лечение амбулаторно.
По словам матери преступника, в письмах, которые он писал ей из тюрьмы, а также на свиданиях её сын был «раздосадован отказами в досрочном освобождении», а также считал вынесенный ему приговор несправедливым, так как на суде газовый пистолет, которым он пользовался при нападениях, был признан боевым оружием, с чем преступник был не согласен. Также, по словам матери, он обвинял в «чрезмерно суровом» приговоре и отказах в досрочном освобождении политиков, в частности «Гражданскую платформу». По словам матери, за некоторое время до освобождения Стефан сказал ей, что хочет сделать что-то «впечатляющее», чтобы «каждый узнал о его обиде». 30 ноября 2018 года женщина сообщила об этом в надзорные органы тюрьмы, однако там ограничились лишь проведением с преступником профилактической беседы, по результатам которой он был признан годным к освобождению и неопасным для общества.
Также по словам матери, сразу после выхода на свободу Стефан уехал в Варшаву, где истратил 2 тыс. злотых в казино, после чего он вернулся к родителям в Гданьск, где и пробыл до совершения преступления. Рекомендации пройти амбулаторное лечение, полученные им в тюрьме, преступник полностью проигнорировал, по этой причине сразу после задержания ему была назначена психиатрическая экспертиза. 30 января 2019 года обследовавшие убийцу психиатры не смогли прийти к однозначному заключению касательно психического здоровья преступника, поэтому было принято решение оставить его в психиатрической больнице для дальнейшего, более углублённого обследования. 21 марта 2019 года Гданьский воеводский суд по ходатайству прокуратуры продлил психиатрическое обследование преступника на срок от четырёх до восьми недель. 7 мая 2019 года Стефан Вильмонт был доставлен в психиатрическое отделение Краковского СИЗО, для проведения соответствующей экспертизы.
Наконец после многочисленных психиатрических экспертиз по результатам которых преступник был признан в достаточной степени вменяемым для несения уголовной ответственности, и четырёхлетнего следствия, Гданьский воеводский суд 16 марта 2023 года признал Стефана Вильмонта виновным в совершении убийства Павла Адамовича и приговорил его к пожизненному лишению свободы с правом на условно-досрочное освобождение через 40 лет. Свою вину в совершении преступления убийца так и не признал.

## Реакция на покушение

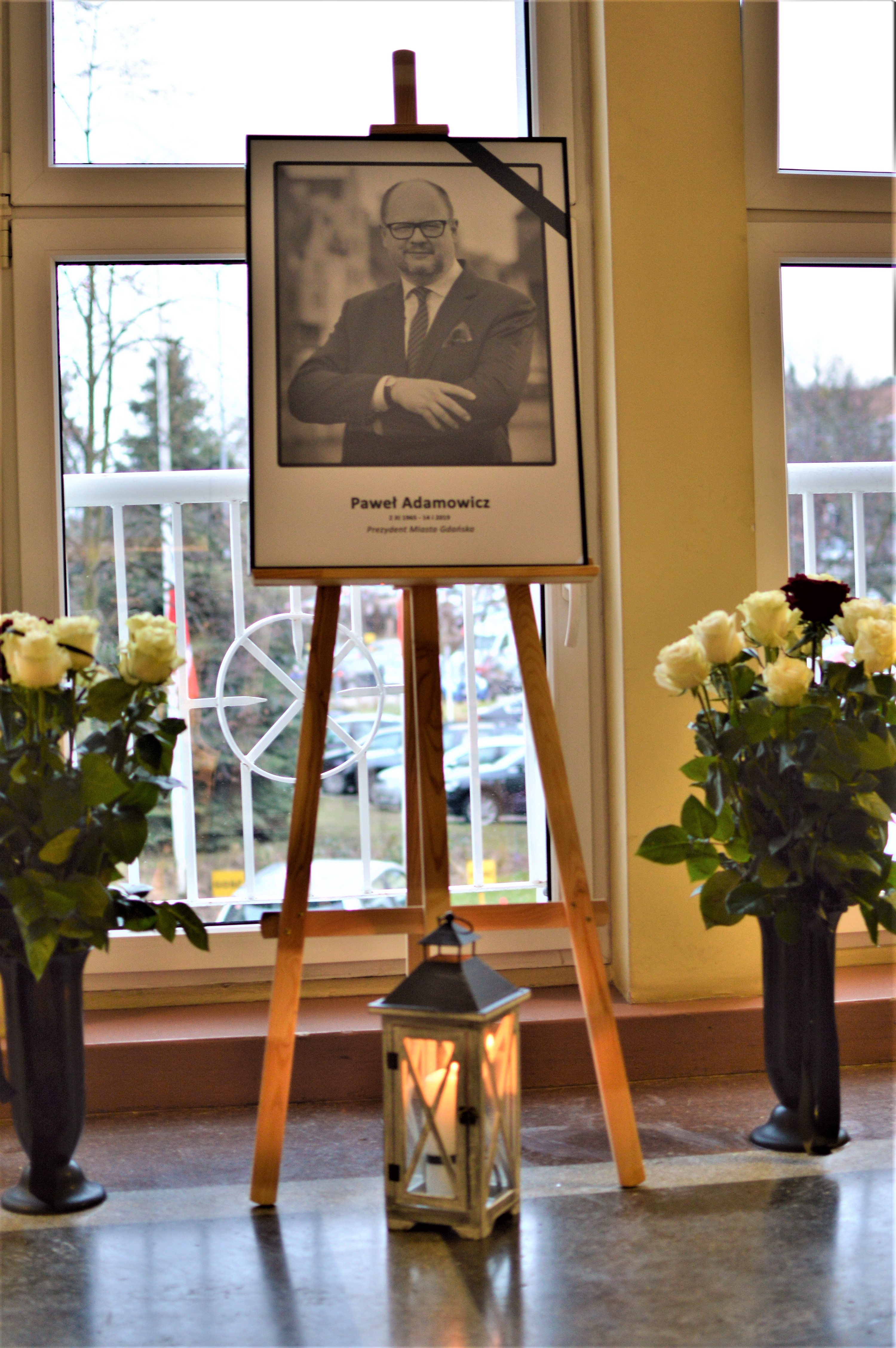
Ратуша в Гданьске — портрет Павла Адамовича в зале

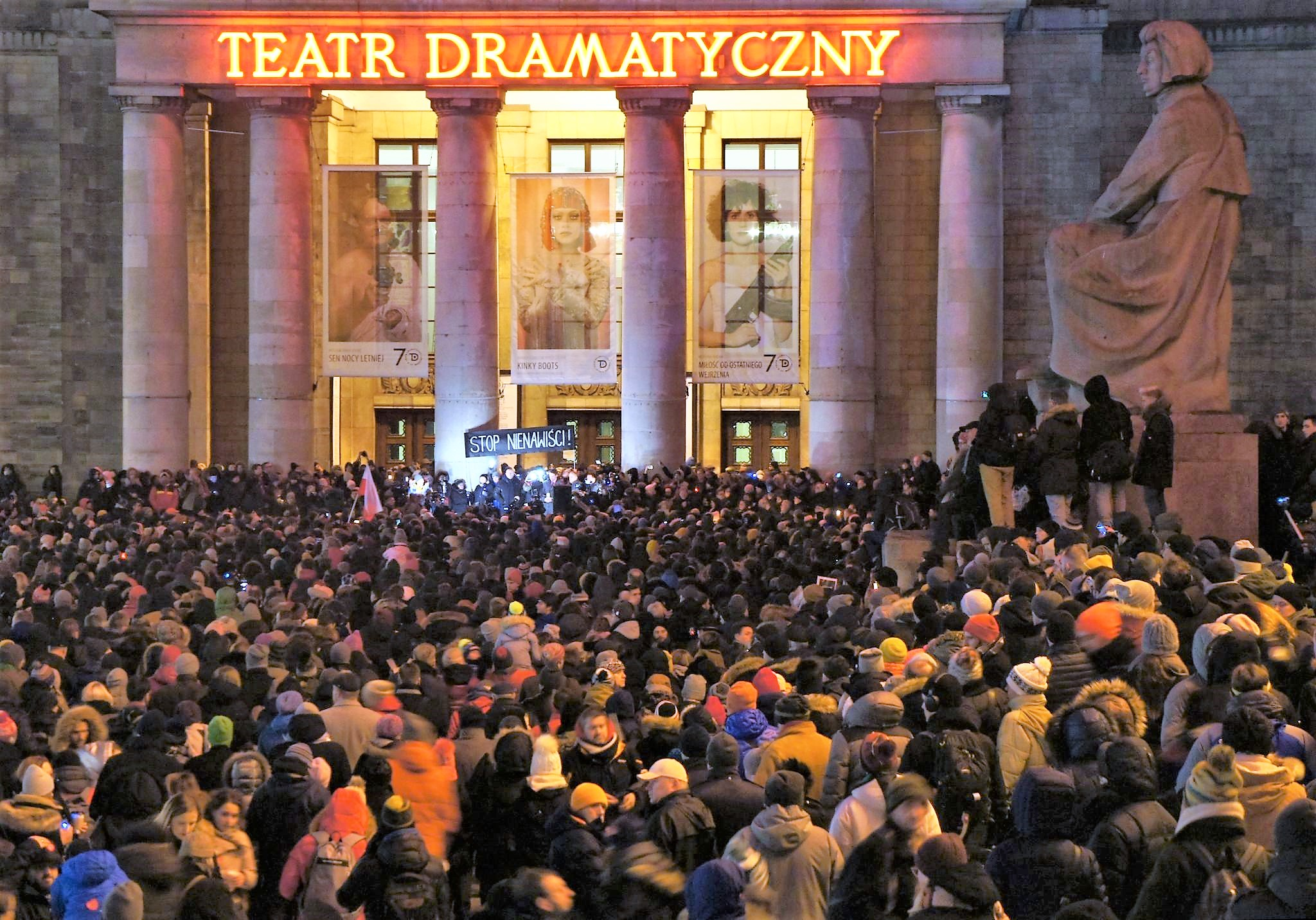
Марш против насилия в Варшаве (14 января 2019 г)

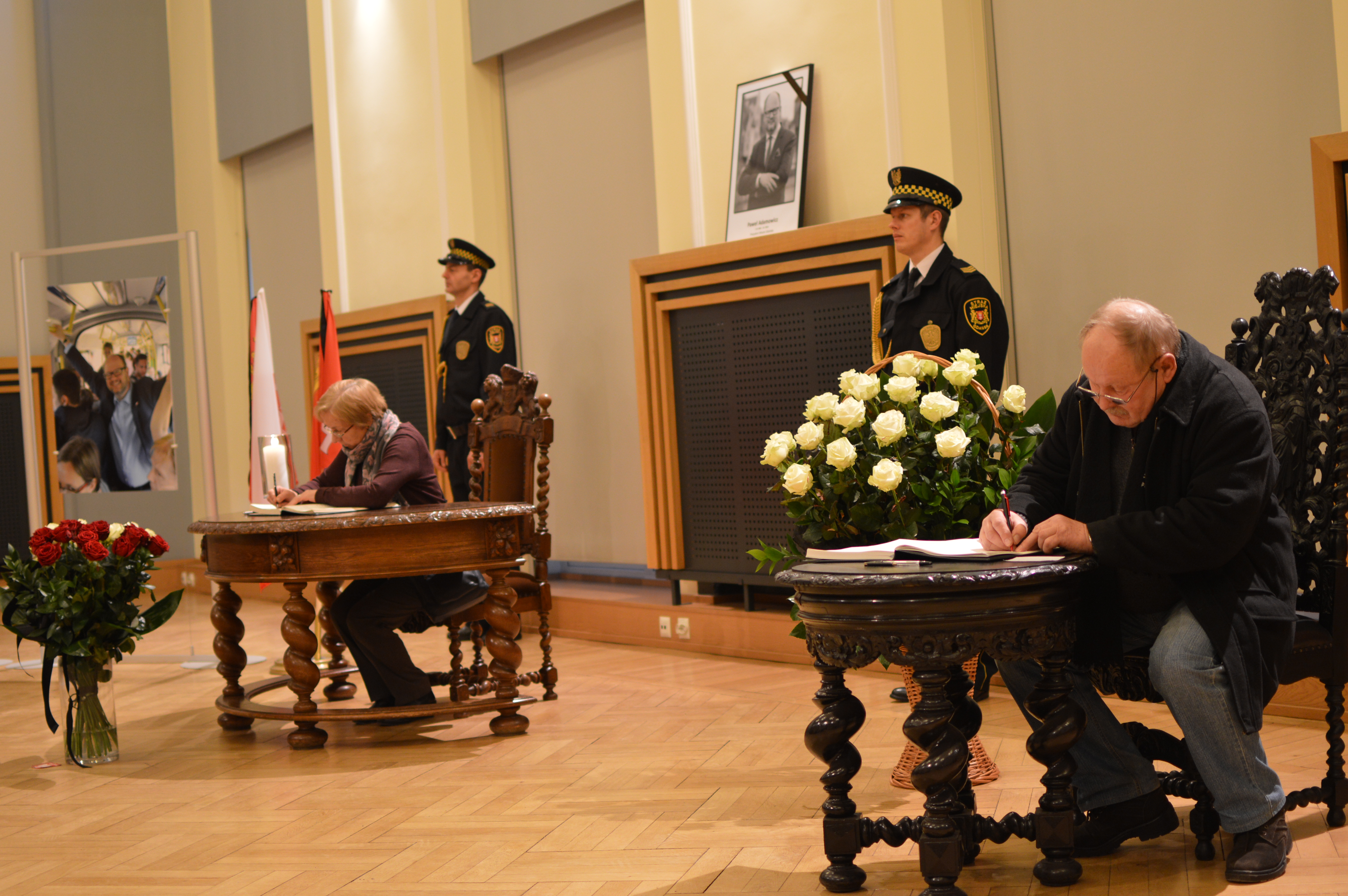
Ратуша в Гданьске — книга соболезнований

Убийство Павла Адамовича встретило решительное осуждение со стороны политических кругов в Польше и за рубежом. Глубокое сожаление выразили, в частности, председатель Европейского совета Дональд Туск и заместитель председателя Европейской комиссии Франс Тиммерманс.
14 января 2019 года президент Польши Анджей Дуда принял решение объявить день похорон Павла Адамовича днём национального траура. Премьер-министр Польши Матеуш Моравецкий обязал главу Министерства внутренних дел и администрации Иоахима Брудзинского направлять ему всю информацию относительно расследования убийства Адамовича.
В тот же день Ежи Овсяк подал в отставку с поста президента Большого оркестра праздничной помощи, объяснив, что его решение было вызвано тем фактом, что фонд и он сам были ответственны за смерть мэра Гданьска, даже несмотря на то, что фонд не смог бы лучше обеспечить безопасность мероприятия. В качестве причины своей отставки Овсяк назвал волну ненависти к себе лично.
На следующий день после покушения и убийства Адамовича в Гданьске прошёл митинг его памяти, в котором приняли участие около 16 тысяч человек, в том числе и. о. президента города Гданьска Александра Дулькевич, президент (мэр) соседнего города Гдыни Войцех Щурек, воевода Поморского воеводства (столицей которого является Гданьск) Дариуш Дрелих, а также уроженец Гданьска, бывший президент Польши Лех Валенса и многие другие политические и общественные деятели.
Во многих других польских городах, включая Белосток, Ясло, Катовице, Краков, Познань и Варшаву, 14 января 2019 года также прошли стихийные марши против насилия, собравшие от нескольких сотен до нескольких тысяч человек.
15 января 2019 года в лютеранском центре в Варшаве, а также в Гданьской церкви Девы Марии прошли поминальные службы по Павлу Адамовичу с участием представителей всех христианских религиозных конфессий, последователи которых проживают в Польше. Религиозные представители также призвали весь мир «разорвать спираль ненависти».
16 января 2019 года перед началом заседания Польского Сейма в Варшаве по предложению лидера фракции «Гражданской платформы» — Гжегожа Схетыны — депутаты почтили память Павла Адамовича минутой молчания. Представители оппозиционной к «Гражданской платформе» партии «Право и справедливость» не присутствовали в зале заседаний во время минуты молчания.